# Pârâul Radului, Oanțul
Pârâul Radului este un curs de apă, afluent al râului Oanțul. 

## Hărți
- Harta Munții Tarcău  Arhivat în 22 februarie 2010, la Wayback Machine.